# 臺中轉運站 (國光客運)
24°08′18.0″N 120°41′12.4″E / 24.138333°N 120.686778°E
國光客運臺中轉運站是原位於臺中市東區新民街上的國道客運轉運車站，與臺中車站（一樓為臺中轉運中心）相鄰。由國光客運向臺鐵租用土地興建而成，再租借給其他客運業者—臺中客運（部分路線與新竹客運、臺西客運、大有巴士、南投客運聯營）與統聯客運共同使用，成為臺中車站唯一整合營運的客運轉運站。2022年12月後新民街站體將拆除，未來新民街站體位置將規劃為台鐵大樓，新建轉運站將改在今統聯客運干城停車場位置。
遠期的轉運中心則改至南京路與八德街之間（即轉運中心北站），並整合台中車站一樓公車站為轉運中心南站，北站和南站間設有立體連通平台。

## 歷史
配合臺中都會區鐵路高架捷運化計畫與台中車站附近都市計畫，國光客運臺中站於2016年11月29日起從舊址（今舊臺中車站右側的站前廣場）遷至現址（租用原臺鐵新民街停車場）；配合站前廣場改造工程，2018年2月5日14:00起，台中客運從原台中客運總站2、3月台，遷移至轉運站9、10月台；而原統聯客運臺中站的路線亦進駐轉運站11、12、13月台。
2022年11月30日，國光客運向臺鐵承租的新民街土地租約到期，未來移到統聯客運干城停車場新建國道客運轉運站，預計2023年上半年完工，在新建轉運站完工前國光客運臺中站上車處改到雙十路（近公園路）、台中客運與統聯客運臺中站上車處改到大智北路（臺中車站出口4）。

## 路線

### 國光客運國道客運路線
- 1805 基隆－中山高－臺中 （經水湳，繞駛國道三號新竹系統-汐止系統10公里）
- 1826 臺北－中山高－中清路－臺中 （經水湳）
- 1827 臺北－中山高－臺灣大道－臺中 （經朝馬）
- 1851 板橋－北二高－中山高－臺中 （經水湳、龍潭、土城農會）
- 1852 板橋－－二高－臺中 （經朝馬、龍潭，繞駛東海大學、苑裡、三峽恩主公醫院）
- 1852A 板橋－－二高－臺中 （經朝馬、龍潭，繞駛東海大學）
- 1860 桃園機場－－中山高－臺中 （經朝馬，繞駛國道1號大雅交流道)
- 1861 桃園－中山高－臺中 （經水湳、南崁）
- 1863 中壢－中山高－臺中 （經水湳）
- 1866 新竹－中山高－臺中 （經水湳，部分班次不經科技生活館）
  - 往中華元培旅客，請搭乘接駁車至朝馬站(國光)，轉乘1866A朝馬-中華元培
- 1870 臺中－中山高－嘉義轉運站 （經朝馬）
- 1871 臺中－中山高－臺南 （經朝馬、鹽行）
- 1872 臺中－中山高－高雄 （經朝馬、楠梓）
- 1873 臺中－－南二高－屏東－麟洛 （經朝馬、九如）

### 國光客運市區公車路線
- 86 臺中轉運站－國軍臺中總醫院－臺中轉運站

### 台中客運與其他客運聯營國道路線
- 【6188】：臺中－竹山（經中興大學，中投交流道行駛國道三號）
- 【6188A】：臺中－竹山（繞駛大慶火車站、高鐵臺中站，臺74線之快官交流道轉國道三號）
- 【6899】路線台中客運與南投客運聯營
  - 【6899A】：臺中-埔里(經國道六號)
  - 【6899B】：臺中-埔里(經中投公路)
  - 【6899C】：臺中－中投公路－新庄里－草屯－埔里
  - 【6899D】：臺中－國道六號－埔里
- 【9010】路線台中客運與新竹客運聯營
  - 【9010】：臺中－新竹（經朝馬、臺中交流道）
  - 【9010A】：臺中－新竹（經朝馬,繞駛僑光科大,大雅交流道）
  - 【9010C】：臺中－新竹（經朝馬、香山轉運站、新竹教育大學）
- 【9015】路線台中客運與臺西客運聯營
  - 【9015】：臺中－北港（經朝馬、中山高、虎尾科技大學）
- 【9016】路線台中客運與臺西客運聯營
  - 【9016】：臺中－臺西（經朝馬、中山高、明道大學）
  - 【9016A】：臺中－臺西（經朝馬、中山高、不經明道大學）

### 統聯客運國道客運路線
- 【1619】：台中中港路→台北轉運站(經竹科往重慶北路、台北)
- 【1619】A：台中中港路→台北轉運站(經重慶北路往台北)（24小時營運）
- 【1620】：台中中清路→台北轉運站(經林口，往三重、台北)
- 【1621】：台中→高雄(經成功嶺、彰化交流道)(往高雄、楠梓、岡山)
- 【1623】：台中→桃園國際機場(往桃園機場)
  - 非服務時段必須搭乘1619、1620路線至中壢服務區
- 【1625】：台中→台南（經仁德，往台南、新營、麻豆）
- 【1625】A：台中→台南（經鹽行，往台南、新營、麻豆）

## 照片集
舊臺中車站旁時期

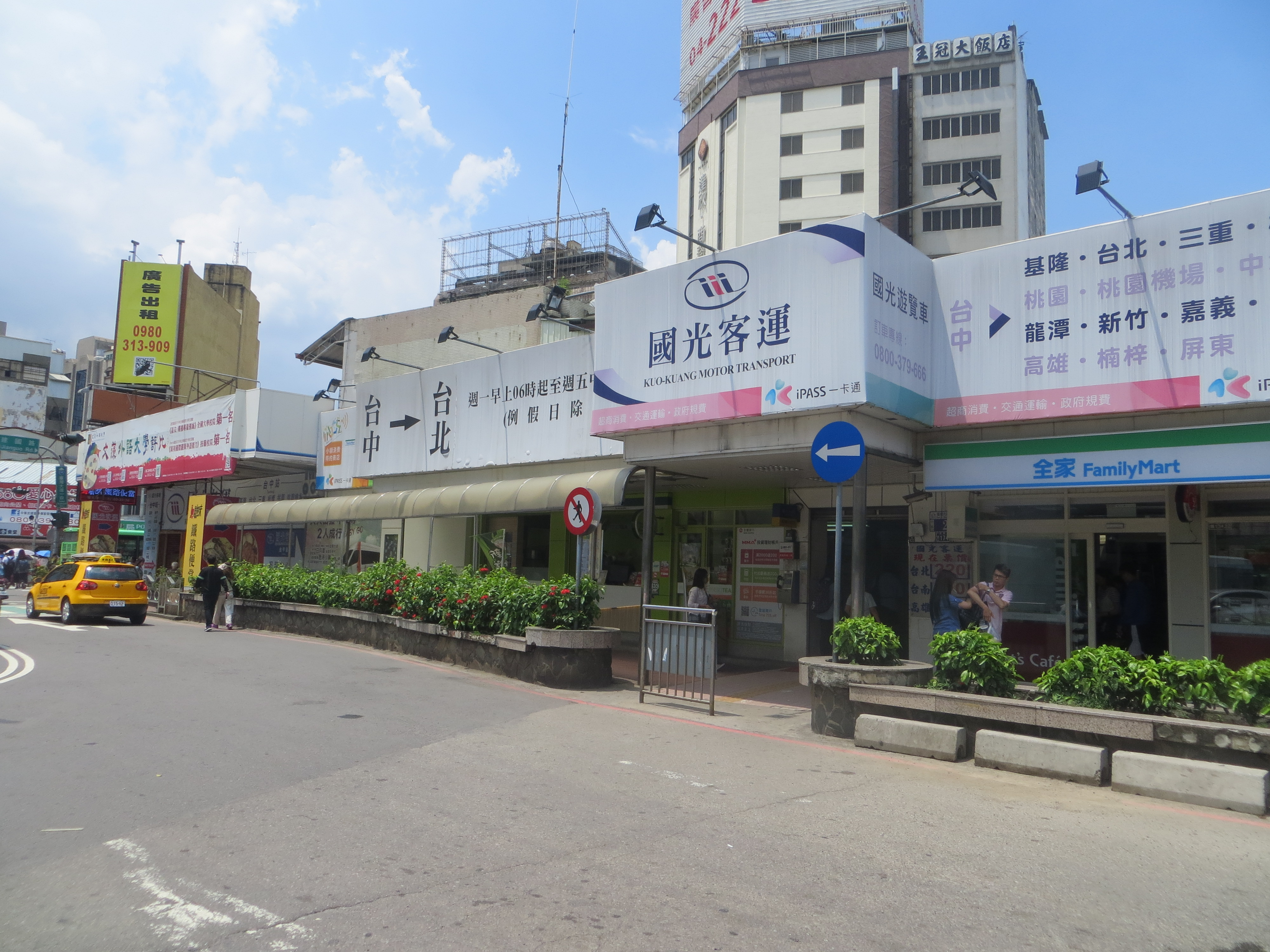
2016年11月29日前的舊站址與站房（原中區臺灣大道一段2號）
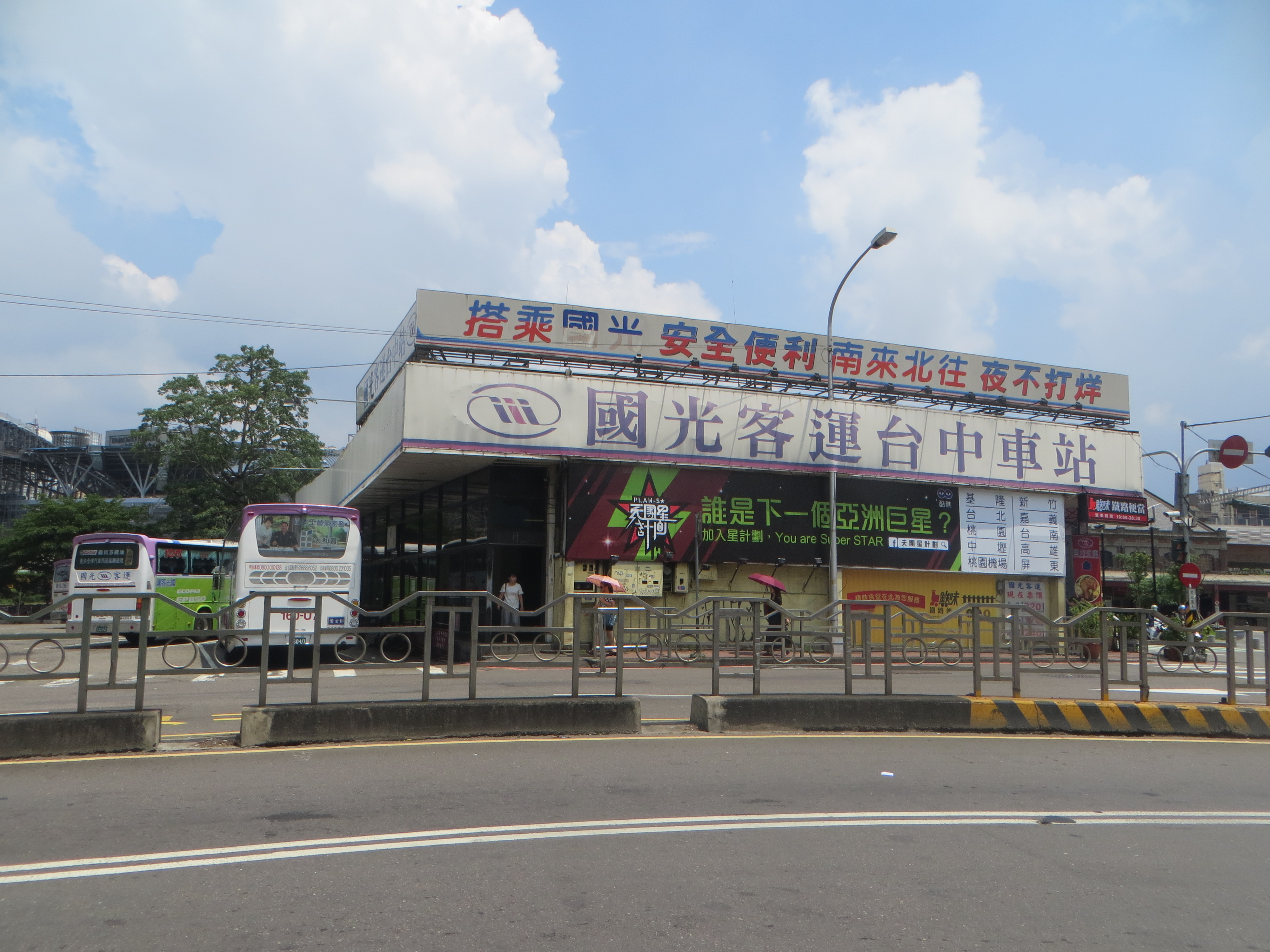
舊站建國路側一景
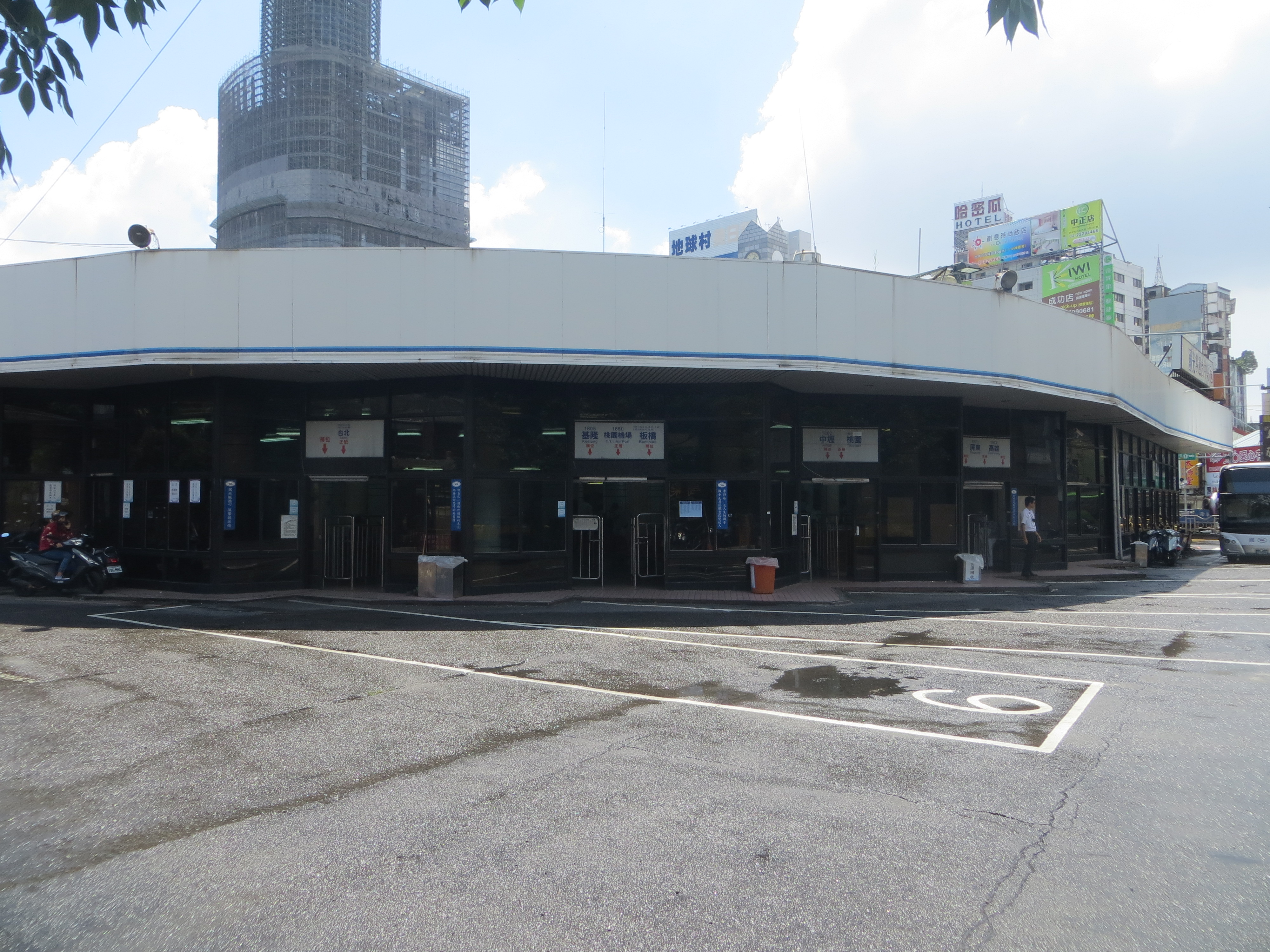
舊站新民街側一景
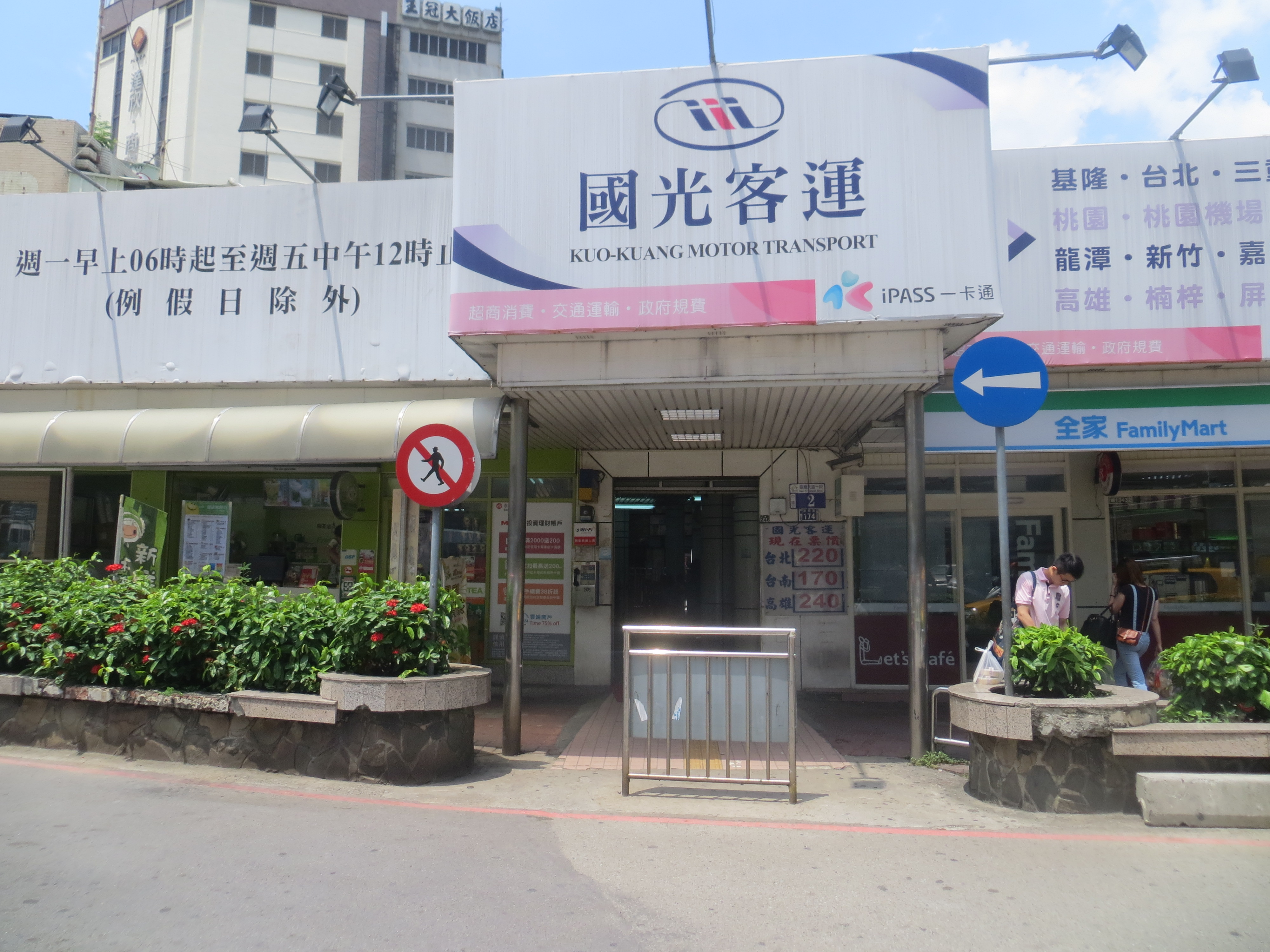
舊站正門入口
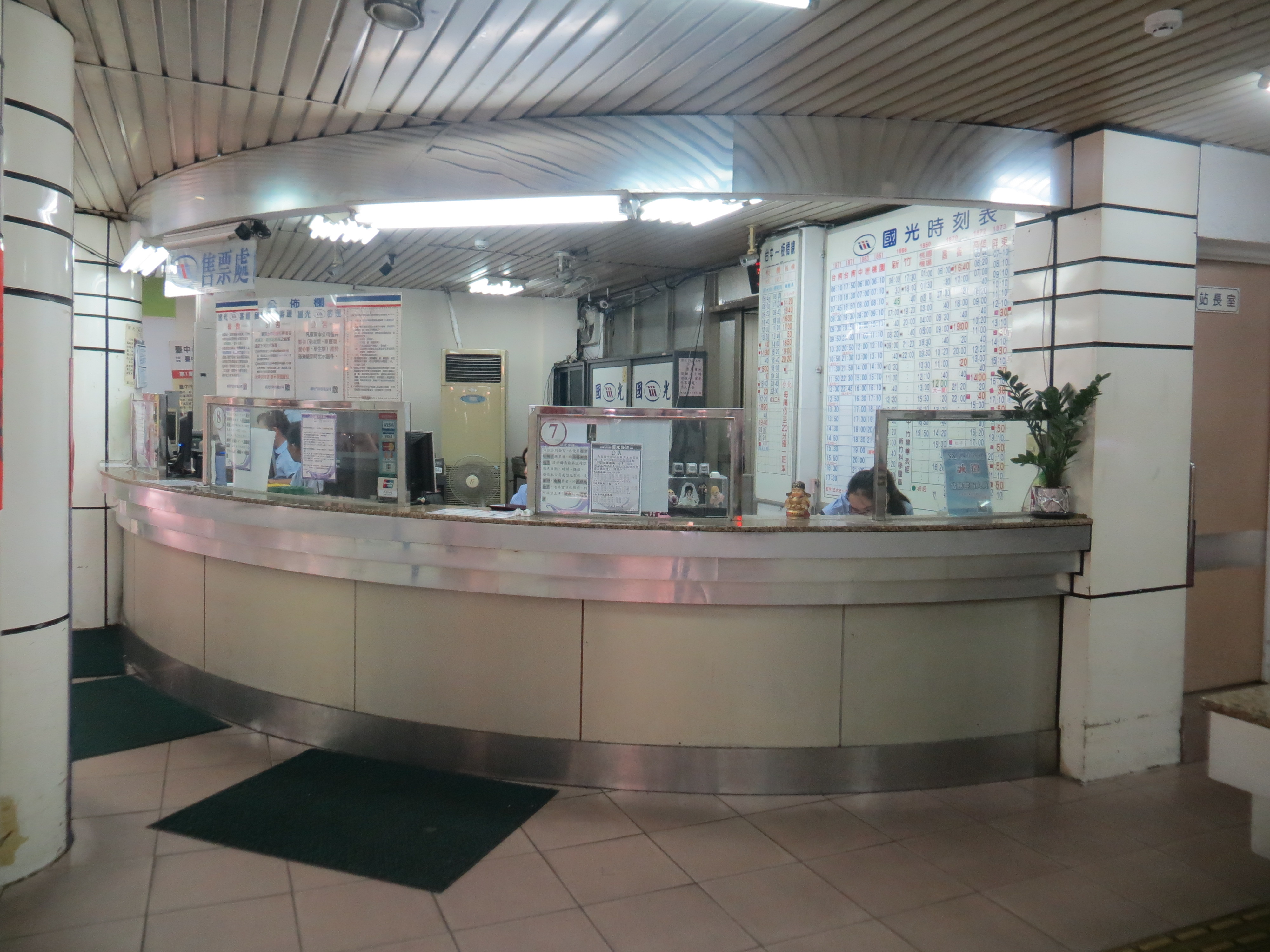
舊站售票櫃檯
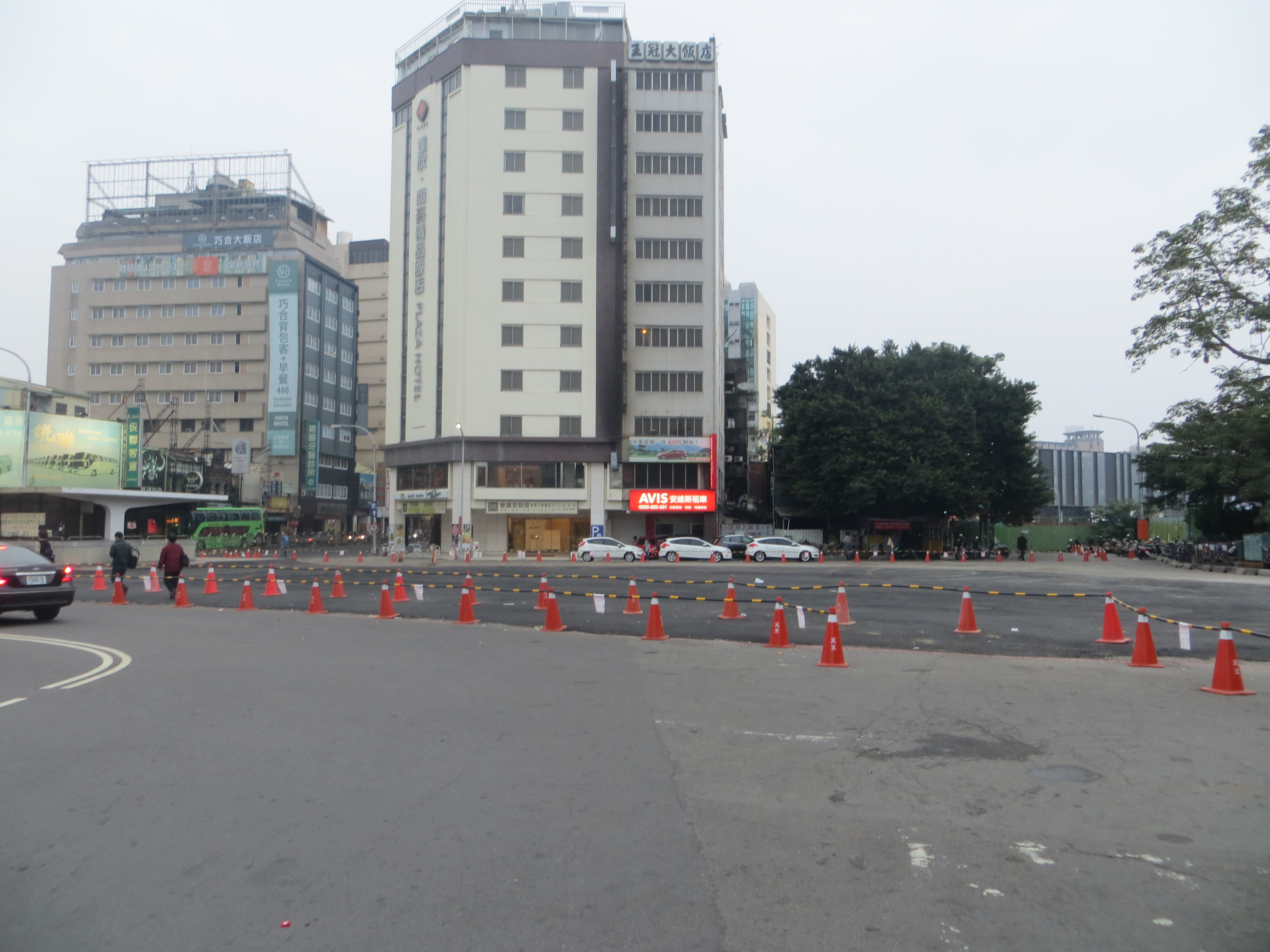
2016年12月25日，國光舊台中站舊址情形
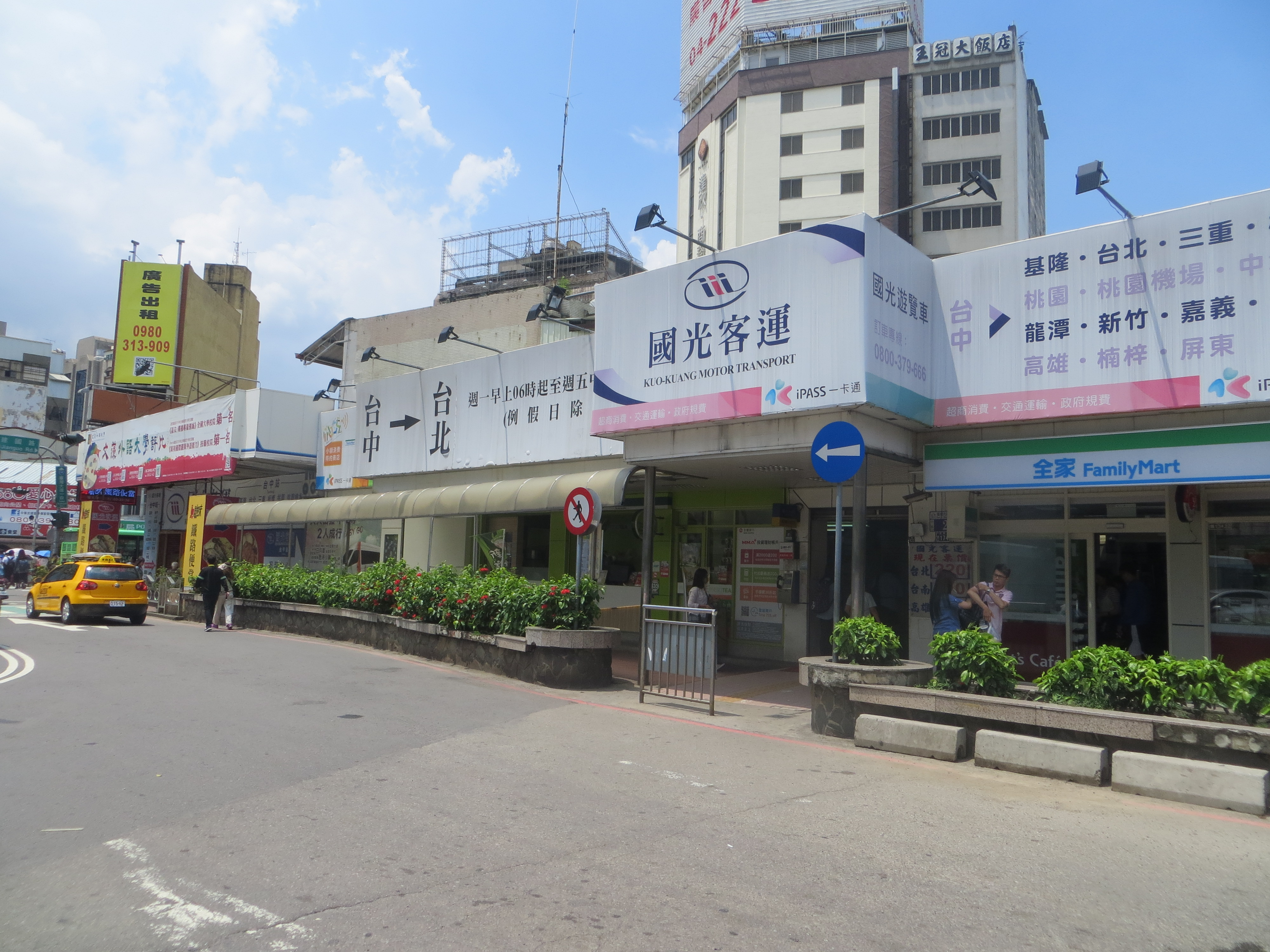
原國光客運臺中站（2016年6月）
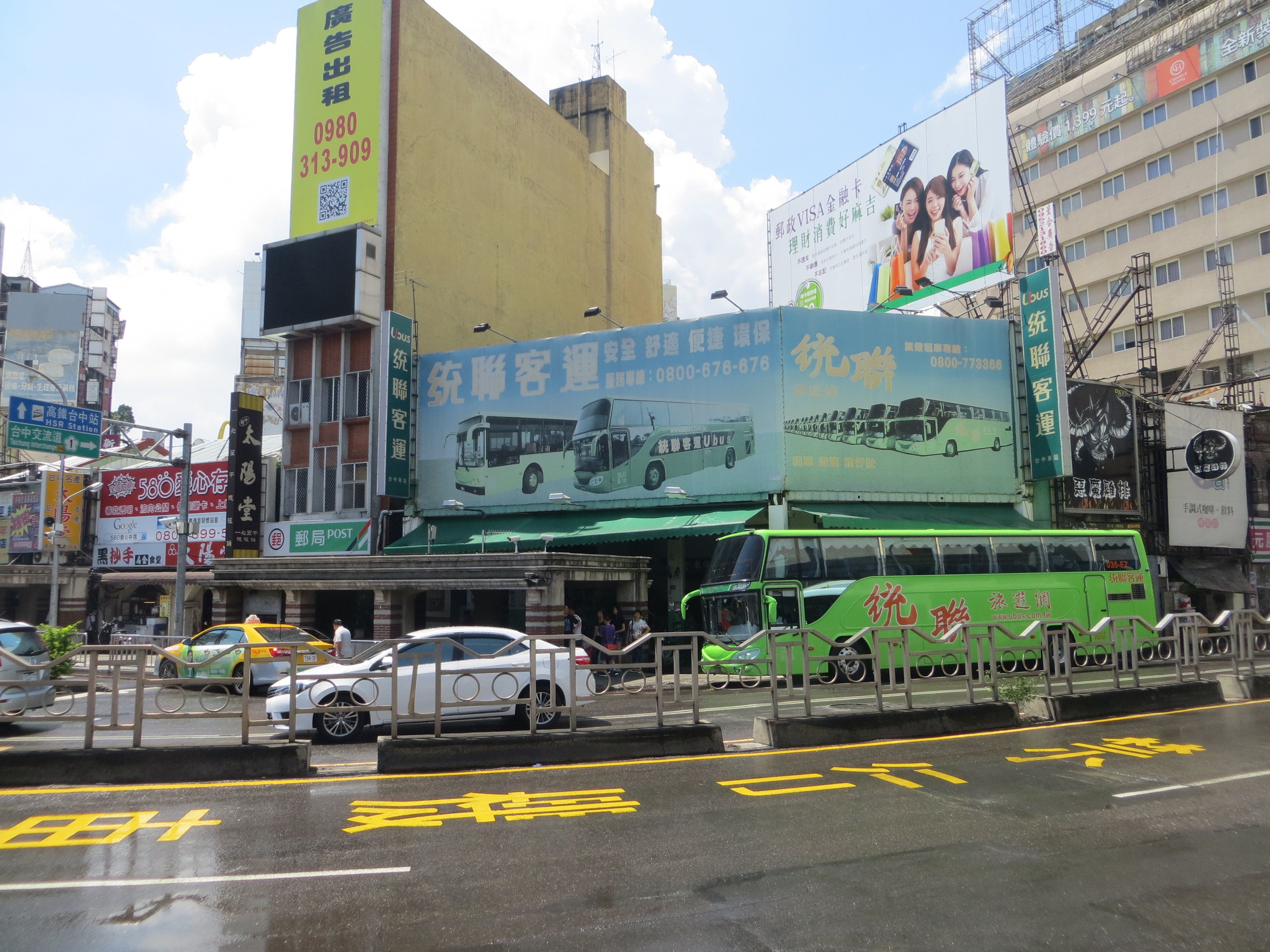
原統聯客運臺中站（2016年6月）

新民街台中轉運站時期

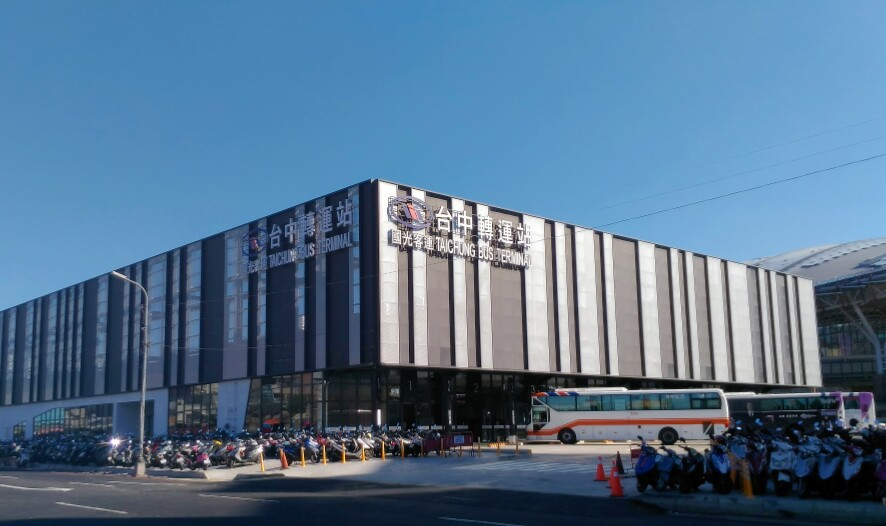
建築外觀
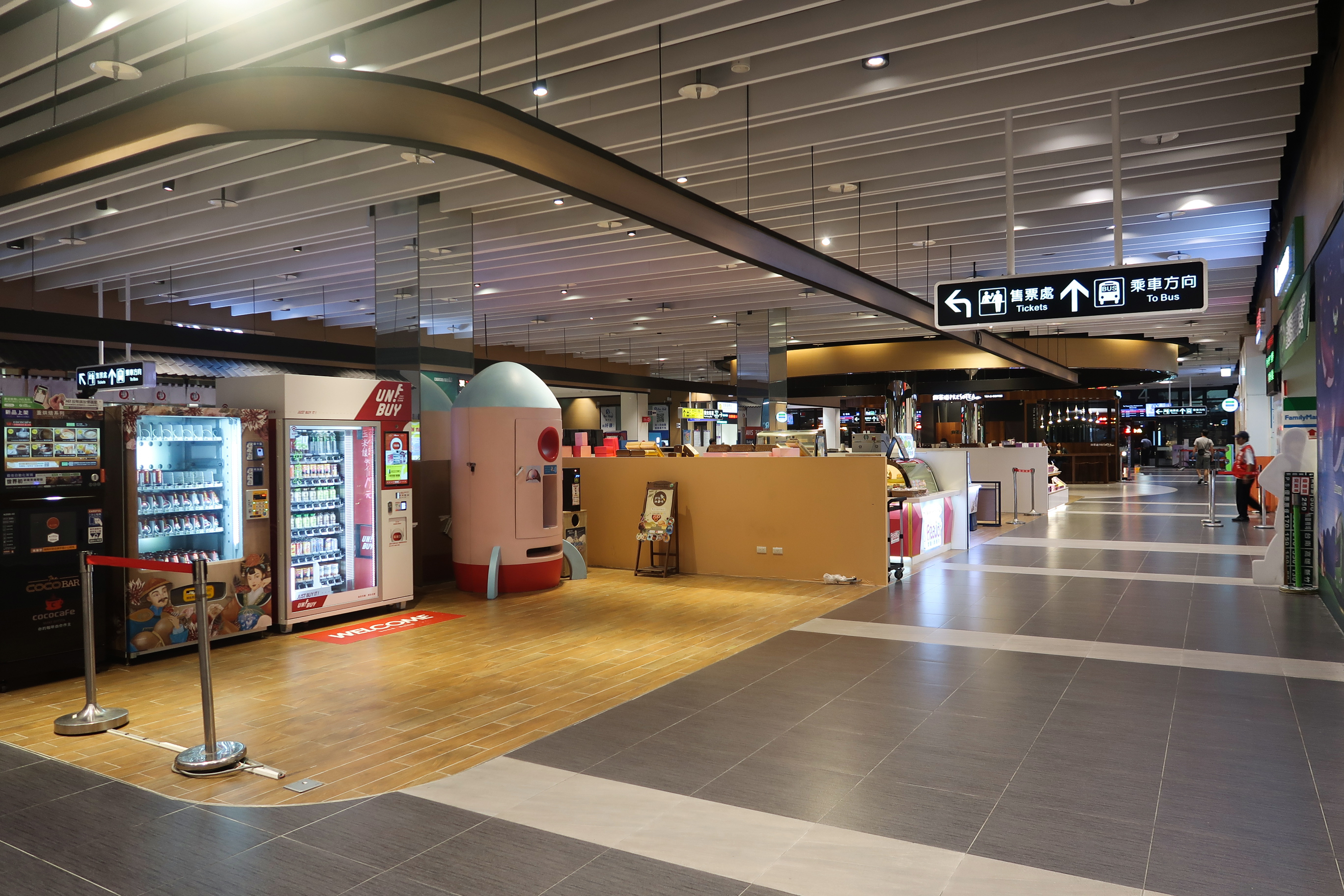
臺中轉運站內貌
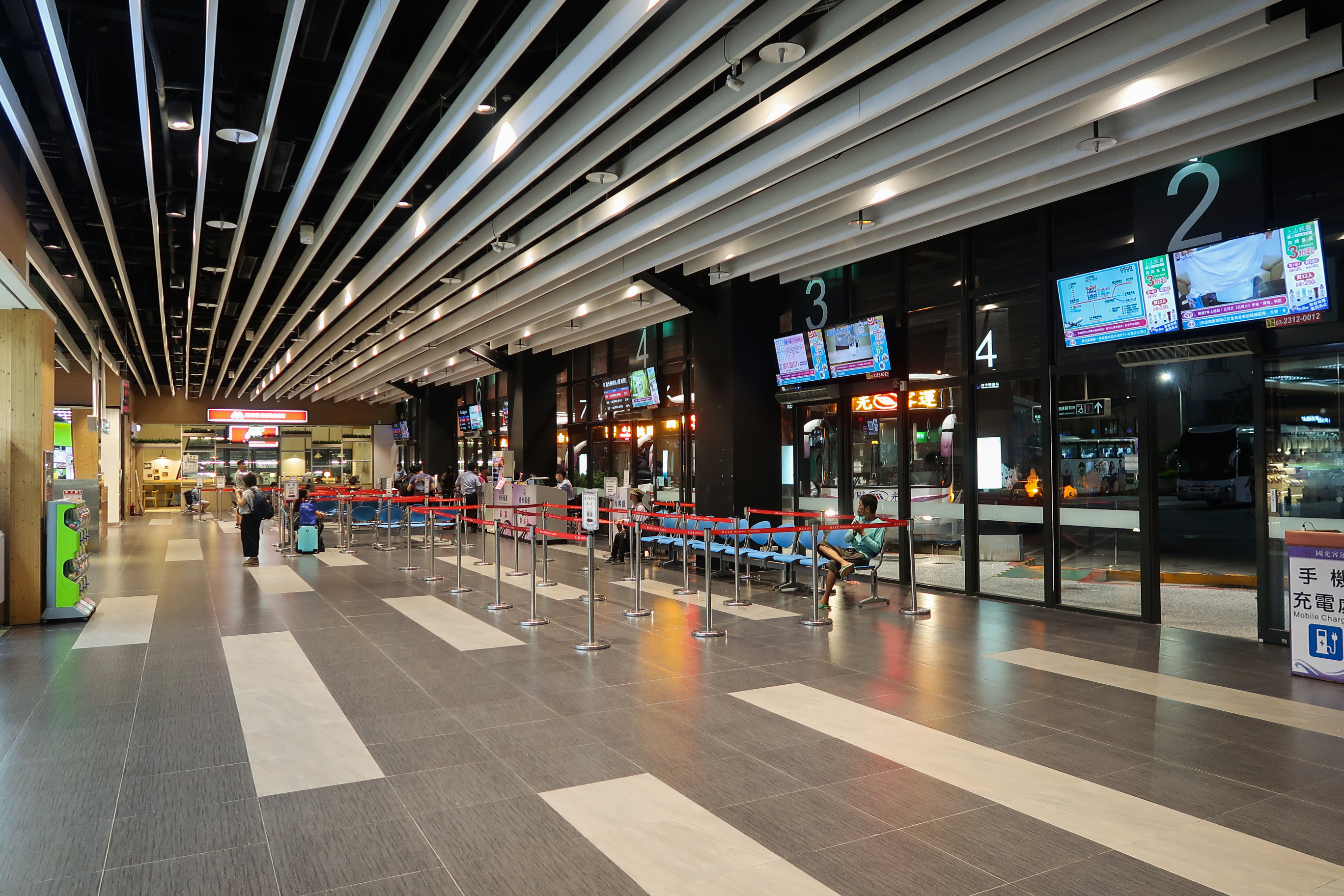
站內候車室景象
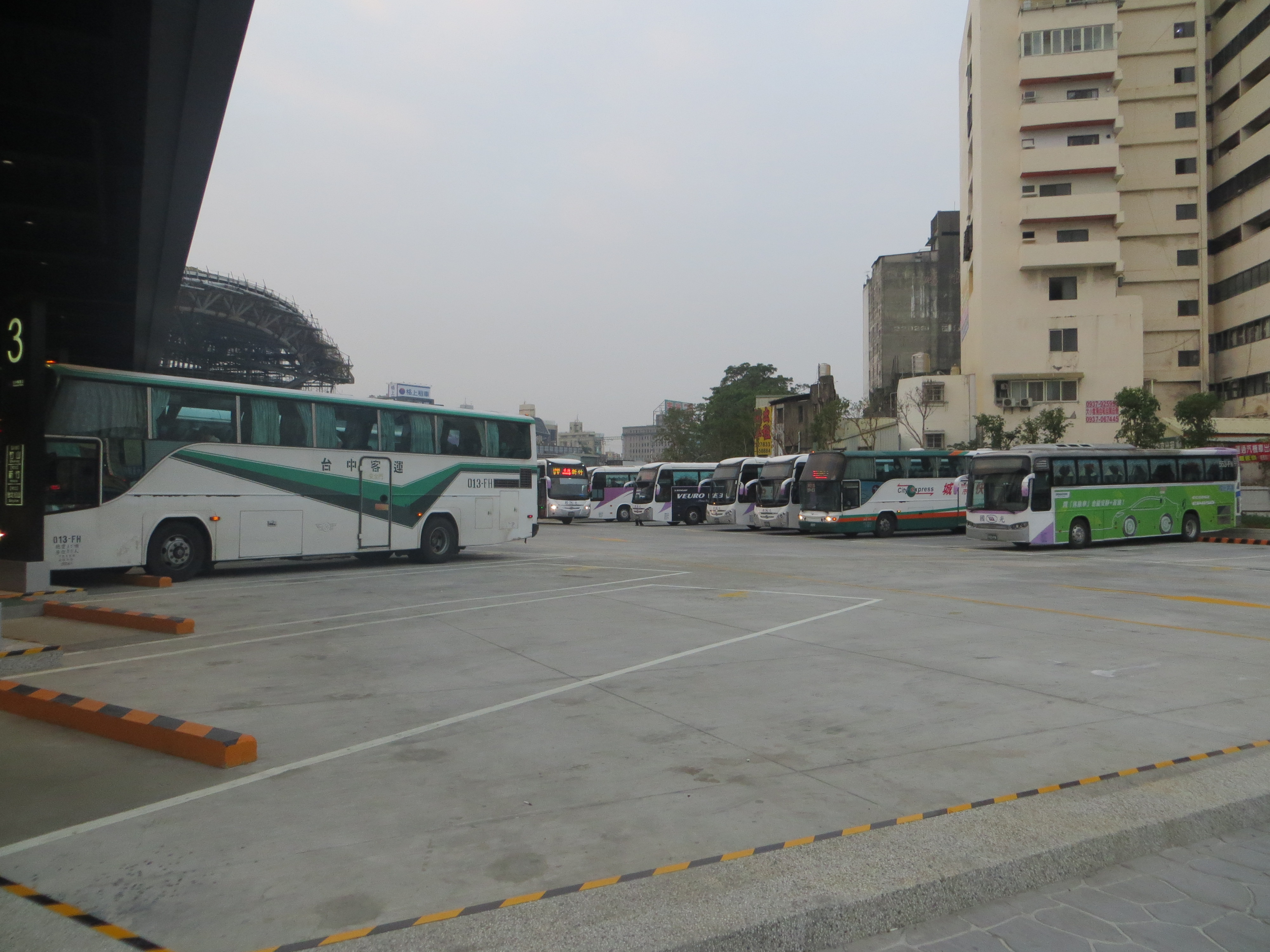
車輛停泊場

## 外部連結
- 臺中車站 - 國光客運股份有限公司 （页面存档备份，存于）（繁體中文）
- 台中車站 - 統聯客運-據點查詢 （繁體中文）